# オメガバース
オメガバース（Omegaverse、またはAlpha/Beta/Omega Dynamics、略してA/B/Oとも）は、スペキュレイティブ・フィクションにおける設定のひとつである。
オメガバースにおいて、キャラクターは男女といった性別のうえに「アルファ」「ベータ」「オメガ」の3つの「第二の性」を持ち、オメガは男性であっても妊娠が可能になっている。オメガバースはアメリカ合衆国のドラマである『スーパーナチュラル』のファンダムにおいて2010年に誕生した。この設定は他の作品のファンダムに広がりながら2011年1月までに設定を確立させ、中国語圏や日本語圏など他の言語圏にも広がった。

## 歴史

### 起源
Busse (2013)やArnaiz (2018)は、オメガバースの主要なコンセプトの起源は、アメリカ合衆国のテレビドラマである『スタートレック』に登場する架空の種族である「バルカン人」が持つ「ポンファー」（英語: Pon Farr）と呼ばれる習性にあるとしている。ポンファーとはバルカン人の性交周期であり、バルカン人はこの期間中に性交しなければ耐えがたい苦痛に襲われ、死の危険性もあるという設定である。特に国際幻想文学賞やヒューゴー賞を受賞したSF作家であるシオドア・スタージョンが脚本を担当した「Amok Time」という回においてこうした設定が導入された。

### 登場と受容
オメガバースはアメリカ合衆国のテレビドラマである『スーパーナチュラル』のファンダムにおいて、ジャレッド・パダレッキとジェンセン・アクレスのReal Person Fictionとして登場した。最初のオメガバースとされる作品はLiveJournalの『スーパーナチュラル』のファンダムにおいて2010年の5月に発表された『I ain't no lady, but you'd be the tramp,』である。ただし、オメガバースが誕生した当初は「オメガ」という単語は使われておらず、「bitch male」と呼称されていた。『スーパーナチュラル』のファンダムにおいてオメガバースが登場したことについて、Busse (2013)は偶然ではないとしている。また、女性キャラクターにヒートが存在する『ダークエンジェル』というテレビドラマにおいてジェンセン・アクレスが猫のDNAを持つ兵士役を演じたことも無関係ではないとしている。
オメガバースは『ティーンウルフ』『シャーロック』といった他作品のファンダムにおいても速やかに受容された。最初のオメガバースとされる作品が投稿された2010年5月から2011年1月にかけて「アルファ」「ベータ」「オメガ」という設定が誕生し、「ヒート」の設定も登場するなど、この期間にオメガバースの設定が確立された。
オメガバースは英語圏に限らず、中国語圏において2011年の10月ごろには『シャーロック』のオメガバース小説が耽美小説サイトである「随缘居」に投稿されたことをきっかけに耽美小説において導入された。また、日本語圏においても、2013年にはオンライン・コミュニティであるPixivにオメガバース設定を用いた作品が初めて投稿された。2013年から2014年頃に二次創作で用いられるようになり、2015年頃からは商業BLにおいても導入されるようになった。

## 特徴
オメガバースは作者によってさまざまな解釈やアレンジがなされており、正しいとされる設定はない。日本の出版社であるふゅーじょんぷろだくと社が「オメガバースプロジェクト」シリーズを刊行した際にはレーベルごとに世界観が統一された。
オメガバースは狼のような行動様式を人間に当てはめたものであり、さかりや発情周期、フェロモンによる誘引、亀頭球付きの陰茎などが含まれる。こうした設定はオメガバースが登場した当初には存在せず、後に追加された。
狼の群れにおけるアルファという概念は生物学者であるDavid Mechが執筆した1970年の書籍『The Wolf: Ecology and Behavior of an Endangered Species』で導入された。彼はこの書籍の中で、アルファは他の雄との激しい戦いの中で群れの支配を獲得するとしている。しかしその後、彼は1999年に発表した論文などにおいて、野生の狼の行動に関する研究と照らした上でこの概念を否定している。

### 第二の性
|          | 男性       | 男性       | 女性  | 女性       |
| 陰茎     | 子宮       | 陰茎       | 子宮  |            |
| -------- | ---------- | ---------- | ----- | ---------- |
| アルファ | Green tick | Red X      | / ·   | Green tick |
| ベータ   | Green tick | Red X      | Red X | Green tick |
| オメガ   | Green tick | Green tick | Red X | Green tick |

オメガバースにおいて、キャラクターは男女といった性別のうえに「アルファ」（英語: Alpha）、「ベータ」（英語: Beta）、「オメガ」（英語: Omega）の3つに分類される「第二の性」（英語: secondary gender）を持つ。オメガバースが「A/B/O」とも呼ばれるのはこのためである。オメガバースにおいては性別が6つ存在することになるが、多くの作品ではアルファの男性とオメガの男性の関係が描かれている。
アルファはフィクション中のヒエラルキーのなかで最高位に位置づけられ、身体的な性に関わらず他者を妊娠させることが出来る。アルファはさかりのような習性や、亀頭球付きの陰茎を持つ。Notopoulos (2014)は、アルファであれば女性であってもこのような陰茎を持つとしているが、阿部 & 石橋 (2020)は、アルファの女性が陰茎を持っているかは作品によって異なるとしている。
ベータは一般的な人間であり、ヒエラルキーのなかではアルファに次ぐ。フィクションにおいて、ベータは一般的にはアルファやオメガとペアにされることはなく、物語の筋から排除されることが多いが、なかにはアルファとオメガの「仲裁人」といったキャラクターとして登場するものもある。
オメガはフィクション中のヒエラルキーのなかで最下層に位置づけられ、性別に関わらず妊娠することが可能である。オメガは発情期を持っており、アルファを発情させるフェロモンを発する。
いくつかの作品においてはアルファとオメガの中間に位置する「デルタ」や「ガンマ」も登場する。また、アルファの性的傾向から、身体的な獣の要素や獣人化などの作品設定を有する場合もある。

### 番
発情期のオメガがアルファにうなじを噛まれると「番（つがい）」と呼ばれるパートナー契約が締結される。番の解除はアルファしかできず、また、番解除後はアルファは別のオメガと新たに番契約を結べるが、オメガは不可能である。また、オメガは番となったアルファとしかセックスができなくなるという設定が存在する。このほかに、アルファとオメガがフェロモンによって強く惹かれ合う「魂の番」や「運命の番」とする設定も存在する。

## 人気
Archive of Our Ownでは2016年の1月時点で12,000近くの作品が「Alpha/Beta/Omega Dynamics」に分類された。これは当時のArchive of Our Ownにある全作品の0.5パーセントほどであり、他の人気サブジャンルと匹敵する量だった。2020年時点では70,000以上の作品がArchive of Our Ownに投稿された。
オメガバースは西洋のスラッシュファンの間で人気だったが、西洋に限らず日本においても人気が上昇している。ちるちるの調査によると、2020年に日本で刊行されたボーイズラブ漫画は3,500作品であり、そのうち160作品がオメガバース作品だった。

### TikTokでの人気
2021年ごろからオメガバースはTikTokで注目を浴びるようになった。2021年5月現在で「#Omegaverse」というハッシュタグが付いた動画の再生数の合計は3億5,700万再生を越え、「オメガ」や「アルファ」といったオメガバースの用語も数百万単位で再生数を上昇させた。また、好きな絵文字といった15個の質問から回答者がオメガバースにおける第二の性においてどの性別に対応するか診断するクイズも急速に拡散された。

## 批評
オメガバースについて論じた学術的な研究は限られているが、ファンが自らオメガバースの歴史や主な特色、論評などをまとめた「メタ」と呼ばれるガイドが発表されている。
Valens (2020)は、オメガバースは最も人気かつ最も論争のあるジャンルのひとつであるとしている。ファンフィクションのコミュニティにおいてもオメガバースは非常に論争のあるジャンルであり、いくつかのファンコミュニティではオメガバースは「dogfuck rapeworld」と軽蔑されている。また、堀 (2019)は、オメガバースは権力関係をエンターテインメント化した設定であるとしている。

### ジェンダー
Busse (2013)は、オメガバース作品の多くではオメガの男性が伝統的な女性の役割を演じているとしている。また、高島 (2020)は、オメガバースは男性中心社会において女性が経験する困難さを増幅させて男性表象に被せる意趣返しであるとしている。
2015年には「オメガバース現象」として、ジェンダーSF研究会が主催する日本のSF文学賞であるセンス・オブ・ジェンダー賞の大賞に選ばれた。

### 性的暴力
オメガバースは合意を経ない番や強制的な出産を中心題目にしており、性的暴力といった点から批判されている。Wu (2021)はボーイズラブにおける問題のある関係性、性的同意を経ていない関係性の例としてオメガバースを挙げている。堀 (2020)は、読者が性暴力をファンタジーとして安全に読める装置の例としてオメガバースを挙げ、オメガバースの発情という設定は強引なセックスが行われることについて、ページを割かずにその理由を描くことを可能にしたとしている。

### 身分差別
オメガバースの世界において、オメガは被差別階層とされている。堀 & 守 (2020)は、描き方によっては身分差別の設定をそのまま楽しんでしまう恐れがあるとしているほか、高島 (2020)は、オメガバースは現実の差別を反映しながらも、作品によってはそうした差別の表象に無頓着であるとしている。

## 著作権訴訟
2016年、アメリカ合衆国ヴァージニア州に住むAddison Cainは『Born to Be Bound』と題された、オメガバースの設定を用いた作品を出版した。彼女の作品はヒットし、その後もいくつかの作品を出版しておよそ370,000ドルの利益を上げた。2018年1月、Zoey Ellisは同様にオメガバースの設定を用いた『Crave to Conquer』を出版した。2つの書籍は登場人物であるオメガの女性がフェロモンに抵抗しようとして失敗する描写があるなど一致する部分があった。
Cainと出版社であるBlushing Booksは、Ellisの作品は盗作であるとしてデジタルミレニアム著作権法通知を申し立て、iTunesやBarnes & Nobleなど6つ以上のオンライン書店に対してEllisの作品の削除を求めた。その後、複数のオンライン書店で彼女の作品は削除された。これに対してEllisと出版社であるQuill Ink Booksは同年秋に「オメガバースは誰の所有物でもない」としてオクラホマ州の連邦裁判所に申し立てた。この訴訟はニューヨーク・タイムズにより取り上げられ、Cainにとって有利な結果となった同判決は、ファン文化をもとにした商業作品の権利問題について特筆すべき判例となったこと、ライバルを倒そうとする作家にとって著作権法がいかに扱いやすい武器となっているかが指摘された。また、この訴訟において、アメリカ合衆国に本拠地を置く非営利組織である電子フロンティア財団がEllisを支援した。

## 派生
キャラクターに「本能」としての主従関係を割り振った「Dom/Subユニバース」や、「フォーク」と呼ばれる人々が「ケーキ」と呼ばれる人々に食欲を抱く「ケーキバース」などオメガバースから派生した設定が存在する。